# Alto Paraguai
Alto Paraguai là một đô thị thuộc bang Mato Grosso, Brasil. Đô thị này có diện tích 2052,519 km², dân số năm 2007 là 8151 người, mật độ 3,97 người/km².